# Auguste Étienne Marie Gourlez de Lamotte
Auguste Étienne Marie Gourlez de Lamotte (Parigi, 5 aprile 1772 – Parigi, 8 maggio 1836) è stato un generale francese.

## Biografia
Auguste-Étienne-Marie Gourlez de Lamotte era figlio di Jacques Gourlez de La Motte, dottore con cattedra alla facoltà di medicina dell'Università di Parigi, nonché nipote dell'intendente di marina Antoine Lefebvre de Givry. Attraverso il matrimonio di sua sorella Aglaé Louise, divenne anche cognato di Antoine-Athanase Roux de Laborie.
Gourlez de Lamotte entrò nell'esercito francese nel 1793 col grado di capitano nel 12º reggimento ussari. Passò poi come aiutante di campo del generale Frégeville nell'armata dei Pirenei orientali. Nominato capo squadrone il 20 febbraio 1801, venne nominato aiutante di campo del generale Oudinot il 17 aprile 1801 e prese parte con lui alla campagna militare in Austria nel 1805. Rimase ferito nella battaglia di Hollabrünn il 16 novembre 1805.
Il 13 gennaio 1806, Gourlez de Lamotte venne nominato colonnello del 4º reggimento dragoni e prese parte alle campagne militari della Francia in Prussia ed in Polonia tra il 1806 ed il 1807. Ferito nella battaglia di Friedland il 14 giugno 1807, venne creato barone dell'impero francese il 26 ottobre 1808. Venne promosso generale di brigata il 21 marzo 1809, ed il 29 maggio 1810 comandò una brigata di cavalleria al seguito dell'esercito portoghese. Il 24 luglio 1810 divenne comandante della 6ª brigata di cavalleria leggera del corpo d'armata del maresciallo Ney, ma poco dopo venne sollevato dai suoi incarichi e sostituito dal generale Lorcet sul campo della battaglia di Almeida, dopo un alterco col suo comandante. Venne posto in pensione dal 3 marzo 1812.
Richiamato in attività dal 13 marzo 1813, ottenne il comando della 1ª brigata della 6ª divisione di cavalleria del generale Milhaud durante la battaglia di Lipsia nell'ottobre del 1813. Combatté nella campagna di Francia del 1814 e prese parte alla battaglia di La Rothière il 1º febbraio 1814. Si distinse nella battaglia di Saint-Dizier il 26 marzo 1814, prima di essere nominato commendatore della Legion d'Onore il 3 aprile seguente. Durante la Prima Restaurazione borbonica, re Luigi XVIII lo nominò Generale di Divisione l'11 aprile 1814 e cavaliere dell'ordine di San Luigi. Dal settembre del 1814 venne messo a disposizione per poi venire destituito con decreto del 22 aprile 1815, con l'accusa di aver voluto consegnare Bayonne agli spagnoli e per questo motivo si pose al servizio del regno di Baviera, guidando poi il contingente impegnato nell'occupazione della Francia. L'11 settembre successivo venne impiegato per un breve periodo per poi essere messo in inattività dal 1º febbraio 1816. Tornato in servizio dal 1º aprile 1820, venne messo in riserva il 7 febbraio 1831.
Morì a Parigi l'8 maggio 1836 e venne sepolto nel cimitero di Père-Lachaise. Il suo nome è inciso sotto l'Arco di Trionfo, nella 22ª colonna.
Sposato con Pétronille Rosalie Declerck, vedova del generale barone Jean-Pierre Béchaud e figlia di Jean-Baptiste-Théodore de Clerck, fu il patrigno di Léon de Jouvenel.